# Некун-тайджи
Некун-тайджи, Негун-тайши (монг. Нэгүүн тайж) — старший брат Есугей-багатура — предводителя большей части монгольских племён в середине XII века. Одним из племянников Некун-тайджи был Тэмуджин (Чингисхан) — основатель и первый великий хан Монгольской империи.

## Биография
Некун-тайджи был вторым сыном Бартан-баатура и его жены Сунигул-фуджин из племени баргут; помимо Есугея, братьями Некун-тайджи также были Мангету-Киян и Даритай-отчигин. По приведённому в «Сокровенном сказании монголов» предании, именно с помощью Некун-тайджи и Даритая Есугею удалось отбить у меркитского Эке-Чиледу свою будущую жену Оэлун: поразившись редкой красотой девушки, он вернулся за братьями, и те помогли ему похитить её.
Точный год смерти Некун-тайджи неизвестен, однако ко времени возвышения Тэмуджина его уже не было в живых.
Согласно «Джами ат-таварих», у Некун-тайджи было много сыновей. Старший из них, Хучар, позднее ставший наследником отца, был известен как превосходный стрелок из лука. Некоторое время Хучар был союзником Чингисхана, однако после похода на татар в 1202 году он вместе с Алтаном и Даритай-отчигином покинул Чингиса и перешёл на сторону его противника Джамухи; в дальнейшем, когда последний был разгромлен, Хучар бежал к найманскому правителю Таян-хану, но вскоре был схвачен Чингисханом и казнён. Известно также, что внук Некун-тайджи Букун-Джаукат был отдан сыну Чингисхана Чагатаю. От потомков Некун-тайджи происходит род нир-хойин или хойин-иргэн — т. н. «лесное племя», прозванное так за отход от Чингисхана и присоединение к враждебным тому тайджиутам.

## В культуре
Некун-тайджи стал второстепенным персонажем романа советского писателя И. К. Калашникова «Жестокий век».